# Desastre de la Vega de Granada
El desastre de la Vega de Granada, también conocido con el nombre de batalla de Elvira o batalla de Sierra Elvira, fue un combate librado el día 25 de junio de 1319 en la localidad granadina de Pinos Puente, cerca de Granada, entre las fuerzas del reino de Castilla y las del reino nazarí de Granada, que resultaron vencedoras.
La batalla supuso un desastre para el reino de Castilla, la frontera con Granada quedó desprotegida, y en ella murieron, en las cercanías del Cerro de los Infantes, los infantes Juan y Pedro de Castilla, que eran los jefes del ejército cristiano y los tutores del rey Alfonso XI durante su minoría de edad junto con la reina María de Molina, que quedó oficialmente como única tutora hasta que fue acompañada, en 1320, por el infante Felipe de Castilla, su hijo, y por don Juan Manuel, nieto de Fernando III. Además, la mayoría de los historiadores, basándose en los testimonios musulmanes y cristianos de la época, afirman que los cristianos planeaban conquistar la ciudad de Granada y finalizar de ese modo la Reconquista, y el historiador Andrés Giménez Soler afirmó respecto a las consecuencias del desastre que:

Para Granada fue aquello un momento de sosiego y desahogo en su agonía; para Castilla un incidente dolorosísimo, pero sin importancia en la historia de la Reconquista.

## Preparativos de la expedición (1318-1319)

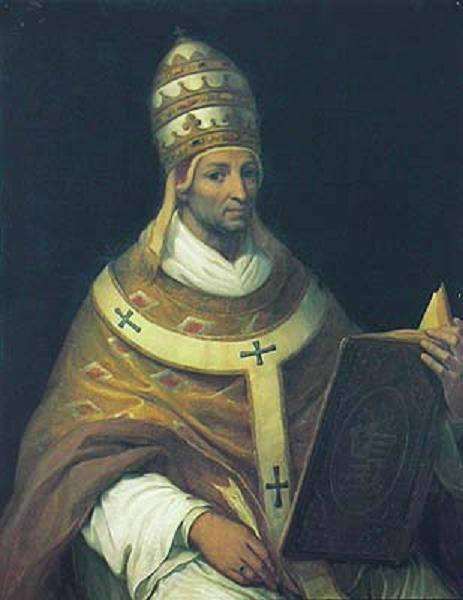
Retrato imaginario del papa Juan XXII.

Cuando finalizaron las Cortes de Medina del Campo de 1318, los infantes Pedro y Juan y los «hombres buenos de la tierra» acordaron entrar a «correr e talar» la Vega de Granada, y establecieron que las fuerzas a sus órdenes se reunirían para ello en la ciudad de Córdoba en el mes de junio de 1319, y según consta en el capítulo XVIII de la Gran Crónica de Alfonso XI. Y durante el invierno de 1318 comenzaron a acumularse los pertrechos necesarios para la expedición y se agilizaron los movimientos de tropas por parte de los castellanos, que según consta en el Poema de Alfonso Onceno reunieron a «muchas gentes de cruzada», aunque el historiador Luis Fernández Gallardo señaló que esa expresión posiblemente englobaba a todos los cristianos que tomaron parte en la campaña, ya que no es probable que todos ellos hubieran realizado las ceremonias propias del cruzado.
El papa Juan XXII concedió el carácter de cruzada, a petición del infante Pedro, a la expedición contra el reino de Granada, y también le concedió las tercias y las décimas de los diezmos que se recaudaran en Castilla, a condición de que no rubricase ningún acuerdo de paz con los musulmanes, «so pena de obidiençia e del amor de la Santa Eglesia». Y el rey Jaime II de Aragón, yerno del infante Pedro de Castilla, también planeó hacer dos campañas sucesivas contra los musulmanes granadinos pero no conquistar ningún territorio, sino devastar el de sus enemigos y causarles el mayor daño posible con un hipotético ejército de 32 000 hombres, y aunque el papa le concedió las mismas prerrogativas que al infante Pedro respecto a la cruzada, a Jaime II le parecieron insuficientes y se abstuvo de participar en la expedición.
Y debido a los acuerdos antes mencionados, el infante Pedro se vio obligado a quebrantar la tregua que había acordado con el rey Ismail I de Granada y a combatir contra él, y se excusó ante él alegando que debía actuar así por temor al pontífice y a la excomunión, y le devolvió las parias que aquel le había entregado. Y en la Gran Crónica de Alfonso XI consta que el monarca granadino manifestó «muy grand pesar» por todo ello y que comunicó lo siguiente al infante Pedro, convirtiendo la guerra entre ambos en un «auténtico juicio de Dios»:

Yo moro so, e el ynfante christiano; yo quiero guardar la verdat que Dios estableçio, e el aver que yo di al ynfante non lo quiero tomar, mas quiero guardar la carta de fieldat que el me dio por esta rrazon. E el ynfante me tiene tuerto, ca me corrió mis tierras e matome mis moros, e sobre este mal que me fizo le di parias por que me dexase bevir en mis tierras en paz, e agora quiere quebrantar la fe e la verdad que puso conmigo. E yo pongo a Dios en el comedio que sea juez medianero e demuestre justicia e milagro sobre tal fecho, por que todos los del mundo sepan que es fe e verdad.

La violación de la tregua acordada con los granadinos por el infante Pedro fue también muy criticada por los propios castellanos, que posteriormente llegarían a afirmar, al igual que el rey de Granada, que el desastre fue un «castigo divino» por haberla quebrantado, aunque el infante Pedro manifestó «que el non seria fijo del rrey don Sancho (IV) sy en pocos años, dándole Dios vida, non fiziese que la Casa de Granada fuese torrnada a la Corona d´España, e que los fijos dalgo de Castilla labrasen todos e criasen. E destas palabras que dixo el ynfante Don Pedro peso mucho a los castellanos». Y los granadinos, por su parte, enviaron unos embajadores al sultán de Fez para que sus tropas les ayudaran en su lucha contra los castellanos, pero aquel se disculpó ante ellos alegando que su hijo se había rebelado contra él y que no podía ayudarles, y el célebre historiador musulmán Ibn Jaldún afirmó que fueron precisamente las rebeliones del hijo del sultán de Fez contra su padre las que animaron a los castellanos a atacar el reino de Granada.

El infante Pedro se dirigió poco después a Toledo, según consta en la Crónica de Alfonso XI, donde se reunieron con él los maestres de las órdenes militares de Santiago y Calatrava y el arzobispo de Toledo, Gutierre Gómez de Toledo, a los que ordenó que hicieran los preparativos necesarios y se dirigieran a la frontera con sus tropas para que se reunieran allí con él. Y poco después dicho infante fue a la ciudad extremeña de Trujillo y se reunió con el maestre de la Orden de Calatrava, al cual entregó 3000 doblas de oro para que la Corona pudiera recuperar el castillo de Trujillo, que había sido anteriormente empeñado por su hermano, el difunto rey Fernando IV. Y al mismo tiempo, el infante ordenó al maestre de Calatrava que hiciera los preparativos necesarios y se preparara para reunirse con él en la frontera.

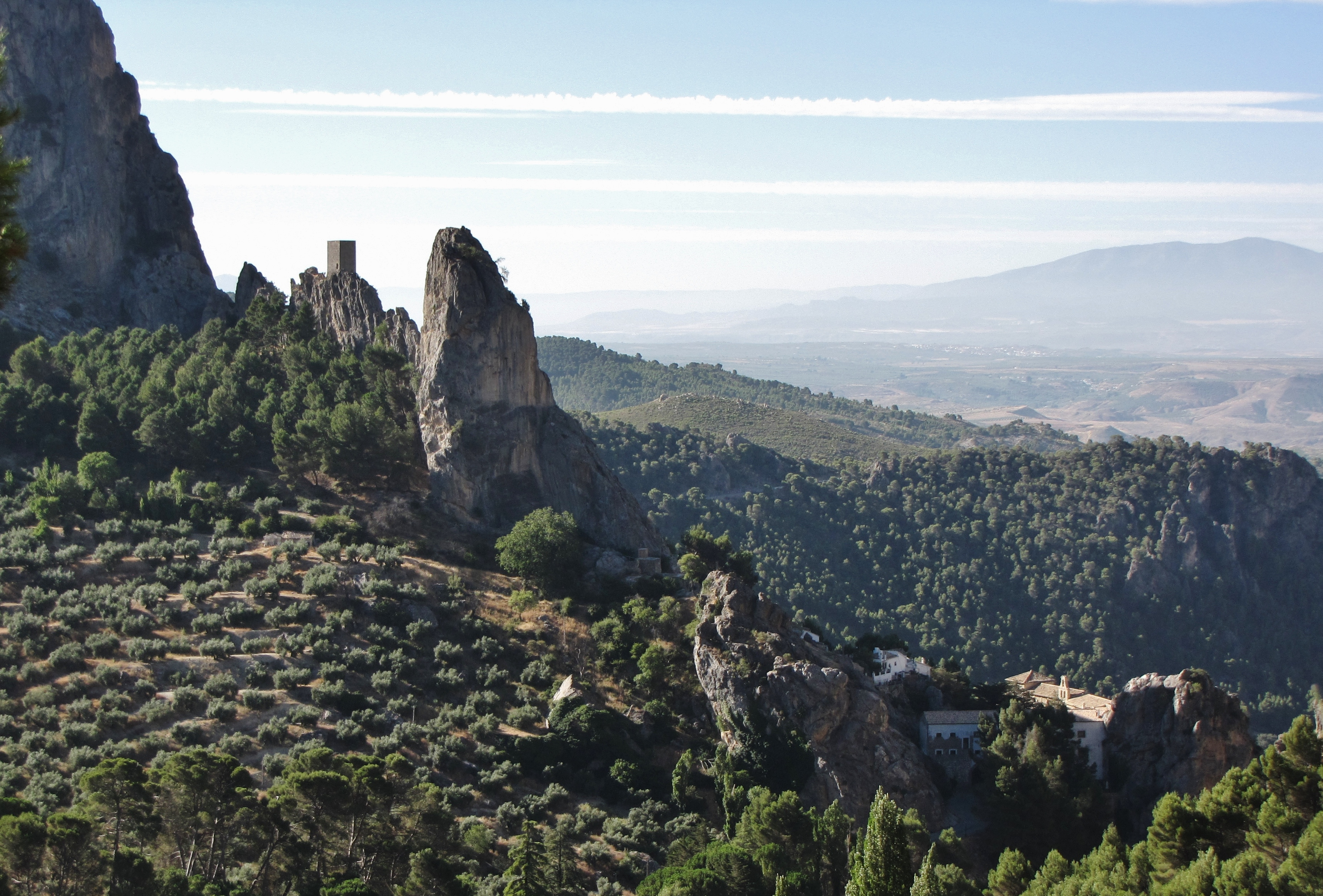
Vista del castillo de Tíscar.

Posteriormente el infante Pedro se dirigió a la ciudad de Sevilla, donde, según consta en la Gran Crónica de Alfonso XI «mando fazer ay muchos picos, e labro ay quatro yngenios», que cumpliendo sus instrucciones fueron llevados a Córdoba, y después, pasando por los municipios de Écija y Hornachuelos, llegó a la ciudad jienense de Úbeda, donde se reunió con los maestres de las órdenes de Santiago, Calatrava y Alcántara y con los arzobispos de Toledo y de Sevilla, y hallándose allí con ellos el infante les comunicó que tenía intención de conquistar el castillo de Tíscar, ya que «era la mas fuerte cosa que tenian los Moros», y se dirigió hacia allí con ellos y comenzó a asediarlo. Y en la Crónica de Alfonso XI consta que dicha fortaleza, acaudillada por Mahomad Handon, se rindió tras varios días de asedio, y que sus 4500 habitantes la abandonaron y su seguridad quedó garantizada hasta que llegaron a Baza.
El historiador Manuel Nieto Cumplido señaló que el obispo de Córdoba, Fernando Gutiérrez, participó en la campaña, y en la Gran Crónica de Alfonso XI consta que estando el infante Juan en Córdoba con los ricoshombres y los caballeros de los reinos de Castilla y León, fue informado de que su sobrino, el infante Pedro, había conquistado el castillo de Tíscar, y dicha crónica señaló que el infante no se alegró de ello, y que poco después él y sus tropas dejaron Córdoba y fueron a Baena y que desde allí el infante Juan comunicó a su sobrino Pedro, que seguía en Tíscar, que deseaba «entrar a la Vega de Granada». Y aunque los que acompañaban al infante Pedro aconsejaron a este que conquistara también Biedma, el infante se opuso y afirmó que irían a la Vega de Granada, ya que ese era el propósito del infante Juan. Y poco después, tras haber garantizado la defensa de Tíscar y la de otros castillos cercanos que había conquistado, fue con todas sus tropas a Jaén y posteriormente, a Alcaudete, según consta en la Crónica de Alfonso XI, o a Cañete de las Torres, según afirma la Gran Crónica, donde se reunieron los infantes Juan y Pedro y sus ejércitos, y algunos cronistas musulmanes señalaron que trece grandes galeras cristianas llegaron en esos momentos al estrecho de Gibraltar y que se situaron entre Almería y Algeciras, ya que los cristianos planeaban conquistar esta última ciudad, aunque ello no es mencionado en las fuentes cristianas.

Y poco después, los dos infantes castellanos y sus tropas se dirigieron a la Vega de Granada, e iban con ellos, según afirma la Gran Crónica de Alfonso XI, «grandes gentes de los rreynos de Castilla e de Leon e de Estremadura e de Galizia e del Andaluzia, e gentes de allen los puertos de Aspa que vinieron en su ayuda por saluar sus almas», aunque en dicha obra también se afirma que las relaciones entre ambos infantes no eran amistosas:

Mas, segund quenta la ystoria, llenos yvan de ponçoña el vno con el otro, ca pensauan e entendían cada vno dellos que qualquiera dellos que quedase a vida sin el otro seria señor de Castilla; mas Dios, que es padre e poderoso señor e desfazedor de todas las cosas, no quiso que se cumpliese ninguna cosa de lo que ellos tenían propuesto en sus coraçones.

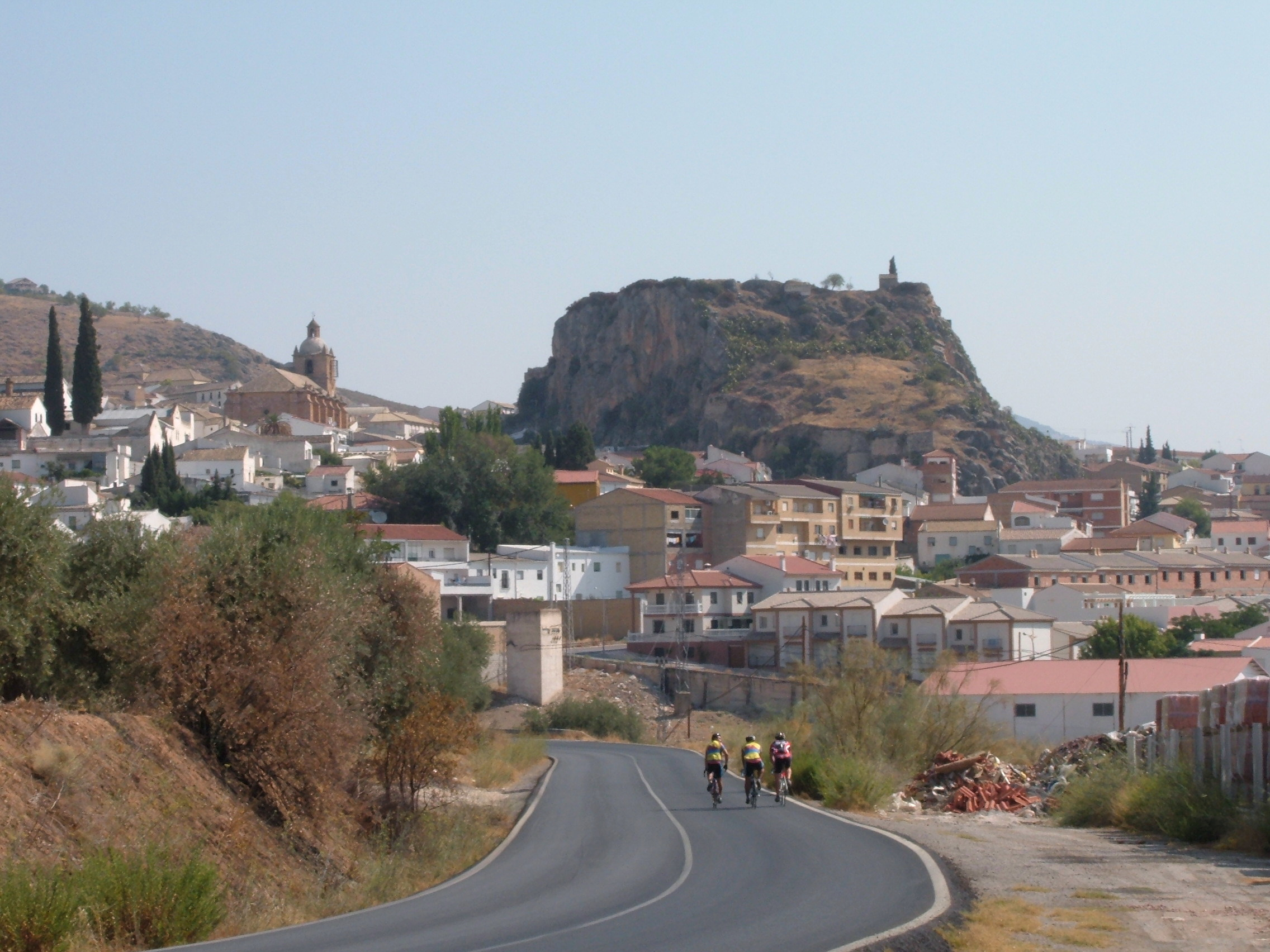
Vista del municipio de Íllora, cuya villa fue conquistada por los cristianos durante su avance hacia Granada, aunque no su castillo.

Poco después las tropas cristianas entraron en territorio musulmán y pasaron por Alcalá la Real, donde permanecieron un día, y al siguiente llegaron a Moclín y penetraron en tierras de la actual provincia de Granada. Y un día después llegaron a Íllora, se apoderaron de la villa y de su arrabal, y si se hubieran quedado otro día, según afirma la Crónica de Alfonso XI, también habrían tomado su castillo, aunque el infante Pedro no quiso permanecer más tiempo allí, pues su voluntad era asediar Granada y tenerla cercada «hasta que la ganasen, o morir sobrello», según consta en la Gran Crónica del mismo rey.
Tras dejar Íllora, los infantes castellanos y sus tropas, con «sus pendones tendidos», pasaron por el Cerro de los Infantes y llegaron al municipio de Pinos Puente. Y al día siguiente, sábado 23 de junio y víspera de San Juan, avanzaron un poco y llegaron a las cercanías de Albolote, municipio situado al pie de Sierra Elvira y a 7 kilómetros de Granada, donde permanecieron todo el día 24 de junio, que era domingo. Y la Gran Crónica de Alfonso XI señaló que el infante Pedro deseaba avanzar más y establecer el campamento cristiano junto a las puertas de Granada, pero el infante Juan y la mayoría de los que iban con ellos se opusieron y no lo consintieron, provocando con ello la cólera del infante Pedro, que se vio obligado a disimularla a fin de «aver los coraçones de las gentes para do le fuese menester». Y al día siguiente, lunes 25 de junio, las tropas castellanas emprendieron la retirada y se dispusieron a regresar a Castilla, yendo el infante Pedro en la vanguardia y el infante Juan en la retaguardia. Y algunos cronistas musulmanes afirmaron, aunque ello no es recogido en las crónicas cristianas, que la víspera del desastre un escuadrón cristiano atacó una aldea musulmana y que el general árabe Ozmín les atacó y les obligó a huir hacia su campamento, siendo ese el primer triunfo de los musulmanes hasta entonces.
Giménez Soler afirmó que tanto las crónicas musulmanas como las cristianas coincidieron en que el desastre se produjo el día 24 de junio de 1319, pero la Crónica y la Gran Crónica de Alfonso XI señalaron que tuvo lugar el día 25 de junio, y basándose en estas últimas la mayoría de los historiadores contemporáneos señalan que en ese día tuvo lugar la batalla.

## El Desastre (25 de junio de 1319)

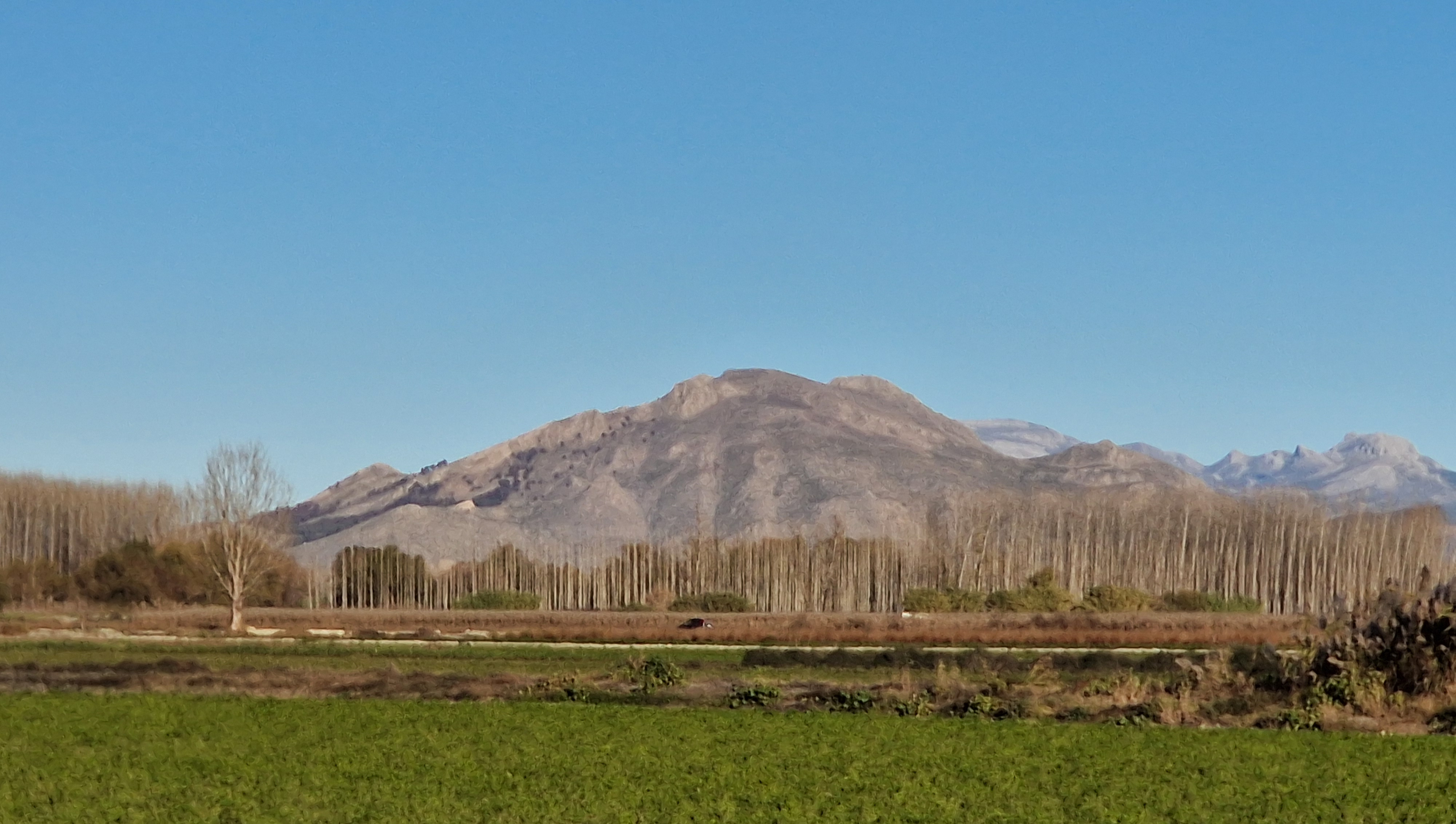
Vista de Sierra Elvira.

El día 25 de junio las tropas cristianas emprendieron la retirada hacia sus bases y su retaguardia, al mando del infante Juan, fue atacada en el cerro de los Infantes por la caballería del sultán granadino, al mando del jeque Uthmán b. Abi l-Ula, general de los defensores de la fe y conocido como Ozmín por los castellanos, que al tener noticia de la retirada los infantes, había salido de la ciudad de Granada por orden de su rey con unos cinco mil caballeros y varios miles de soldados de infantería para enfrentarse a los nueve mil caballeros y la numerosa infantería que acompañaban a los infantes, según consta en la Gran Crónica de Alfonso XI. Y la historiadora María Teresa Ferrer señaló en 1998, basándose en las obras de Giménez Soler y de Jerónimo Zurita, que las tropas castellanas se vieron obligadas ese día a dispersarse para ir en busca de agua, debido a la intensa sed que padecían por encontrarse en el mes de junio y por ser un día de «intensísimo calor», por lo que cuando los musulmanes atacaron la retaguardia esta quedó aún más desordenada.
En un primer momento los ataques de los musulmanes se limitaron a intentar provocar al enemigo, mediante pequeñas escaramuzas mantenidas en la retaguardia de la columna cristiana, pero poco después, y a causa del calor, el ejército cristiano comenzó a mostrarse desalentado, sediento y agotado, y los granadinos atacaron con dureza en todos los flancos de la retaguardia cristiana, que se vio así en grandes dificultades. Y en vista de la situación, el infante Juan solicitó la ayuda de su sobrino Pedro, que se encontraba al mando de la vanguardia, y este último acudió en su ayuda e intentó ordenar a sus tropas para que atacasen a sus enemigos, pero no pudo hacerlo, ya que, como señaló la Crónica de Alfonso XI, «et fueronle ese dia en aquella hora á tan mal mandados los suyos, que les nunca pudo enderezar contra los Moros». Y poco después el infante Pedro ordenó a Juan Martínez Guerrero, que llevaba su pendón, que avanzase para enfrentarse a los musulmanes, y ordenó eso mismo a los hijosdalgo que le acompañaban, aunque ellos «callaron todos e estauan oteando con malos ojos», pero un caballero cristiano llamado Juan Ponce de Córdoba salió de entre las filas cristianas y dijo a grandes voces a sus compañeros: «Hijos dalgo de Castilla, que rroedes el hueso e traçades el fierro, vedes aquí los moros, vayamos los ferir, que mas vale morir por Dios muerte honrrada faziendo bien, que biuir por sienpre vida deshonrrada», a fin de animarles a combatir, pero poco después un caballero musulmán llegó hasta donde se encontraba el infante Pedro y tras denostarle, le dijo que «de muerto o preso que no podie escapar», y tras retar a los cristianos regresó a sus filas.
Y el infante Pedro, furioso contra sus enemigos, intentó lanzarse contra ellos gritando «Sanctiago e Castilla» para animar a los suyos, pero los nobles Juan Alfonso de Haro y Diego Gómez de Castañeda se interpusieron en su camino y le dijeron que no consentirían que se lanzase al ataque, ya que de ser necesario matarían su caballo. Y la Gran Crónica de Alfonso XI señaló que cuando el infante oyó eso, picó espuelas a su caballo y ellos le trabaron las riendas, y él sacó su espada para herir al que lo detenía, pero cortó una de las riendas de su animal y este echó a correr, y como el infante quiso sujetarlo, la espada se le cayó de la mano y el animal se encabritó, y el infante cayo contra «el arçon detrás, ansi que la cabeça del ynfante cayo en las ancas del cauallo». Y en dicha Crónica también se consignó que el infante Pedro quedó muy malherido a causa de su caída, perdió el conocimiento, hasta el punto de que no sabía «si era de noche ni de dia», y comenzó a sangrar por la nariz y por la boca, por lo que sus acompañantes le quitaron sus armas, lo cubrieron con una «capa de escarlata bermeja», y él murió poco después a consecuencia del golpe recibido, aunque en opinión de la medievalista María Teresa Ferrer en su muerte pudieron influir otros factores como la fatiga, el disgusto, el calor y la sed, que debieron provocarle una congestión cerebral o un infarto,

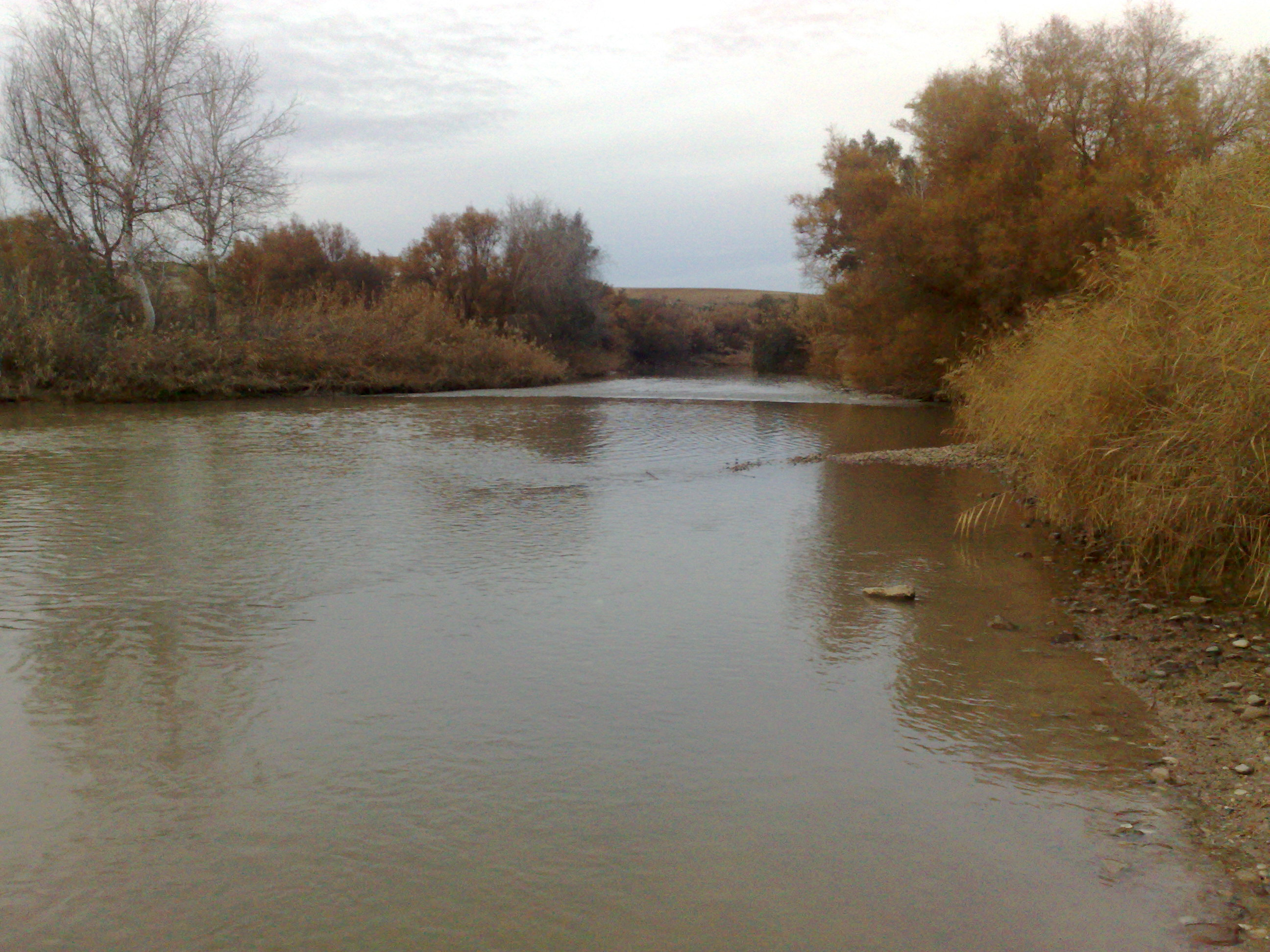
Vista del río Genil, donde perecieron ahogados numerosos soldados cristianos durante el desastre.

Las tropas del infante Pedro, atemorizadas y cargadas de botín, emprendieron la huida e intentaron cruzar el río Genil, pero el historiador Antonio Ballesteros Beretta señaló que muchos de los soldados cristianos se ahogaron al intentar cruzar un canal alimentado por dicho río, y la muerte del infante Pedro sólo fue conocida por unos pocos caballeros que iban con él, según consta en las crónicas cristianas, aunque el historiador José Sánchez-Arcilla Bernal señaló que fue ocultada en un primer momento para que no cundiera el pánico entre sus hombres «en un momento tan delicado». Y cuando el infante Juan fue informado de la muerte de su sobrino mostró un gran pesar, pero procuró disimularlo «como cabdillo fijo de rrey», y alentó a sus tropas diciéndoles que no temiesen nada, pues con la ayuda de Dios podrían triunfar sin la ayuda del infante Pedro, y les recordó también que él era el «ynfante Don Joan» y que no debían abandonarle «en poder de los moros», aunque cuando este vio a sus hombres tan mal dirigidos y tan «enbaraçados» fue tan grande el pesar que se adueñó de él que sufrió una apoplejía y perdió el entendimiento y el habla, y permaneció así desde el mediodía hasta la hora de vísperas, «que non moria nin biuia», y murió al anochecer de ese mismo día.
La mayoría de los historiadores modernos coinciden en que la muerte del infante Juan se debió a una apoplejía, y en que los infantes Pedro y Juan murieron en el Cerro de los Infantes, que fue conocido desde entonces con ese nombre. Y Jerónimo Zurita sostuvo en los Anales de la Corona de Aragón que la muerte de ambos infantes fue debida a la deshidratación, causada entre otros factores por haber llevado supuestamente armaduras pesadas en un día muy caluroso.
Y cuando los musulmanes, que sabían que el infante Pedro había muerto y que el infante Juan se encontraba agonizando, vieron a todos los cristianos reunidos y quietos y preparados para combatir, se dirigieron al real de los cristianos y lo saquearon completamente, matando o capturando al mismo tiempo a todos los que allí encontraron, y después se dirigieron a Granada con su botín, lo que impidió que el desastre fuera aún mayor para los castellanos. Y en la Crónica de Alfonso XI consta que cuando los maestres de las órdenes militares, el arzobispo de Toledo y los hombres del concejo de Córdoba, que se encontraban en la vanguardia y a media legua de los infantes, a los que esperaban, supieron que el infante Pedro había muerto, «tomaron tan grand desmayamiento» que todos ellos se dieron a la fuga.
A la caída de la tarde, el infante Juan, que aún no había fallecido, fue colocado sobre un caballo, y el cadáver del infante Pedro atravesado sobre un mulo, y los que les acompañaban abandonaron los pendones de los infantes, y sin ser perseguidos por sus enemigos, emprendieron el regreso a tierras castellanas, aunque al anochecer murió el infante Juan y su cadáver quedó perdido a causa de la oscuridad y de la rapidez de la huida en tierras granadinas. Y mientras tanto, la vanguardia cristiana, que llevaba consigo el cadáver del infante Pedro, consiguió llegar a Priego de Córdoba, desde donde sus restos fueron trasladados al municipio cordobés de Baena, y, posteriormente, pasando por Arjona, a la ciudad de Burgos, donde recibió sepultura en el monasterio de las Huelgas de Burgos, aunque previamente los vasallos del infante avisaron a su esposa, la infanta María de Aragón, que había acompañado hasta Andalucía a su marido y se encontraba en Córdoba a punto de dar a luz, de la muerte de su marido, pero a fin de que su salud no corriera peligro por causa de su estado no acompañó el cadáver de su esposo hasta Burgos y poco después, en agosto de 1319, dio a luz en Alcocer a Blanca de Castilla, hija póstuma y única del infante Pedro, que llegaría a ser abadesa del monasterio en el que fue enterrado su padre.
La mayoría de los historiadores musulmanes señalaron que entre 50 000 y 80 000 cristianos murieron en el desastre, que más de 5000 fueron capturados, que los vencedores se apoderaron de 43 quintales de oro y 140 de plata, y que la venta de los esclavos duró más de seis meses, pero Giménez Soler demostró la falsedad y exageración de muchas de esas afirmaciones, aunque sí admitió que el botín capturado debió ser cuantioso, y que ello influyó decisivamente en la derrota castellana, pues los cristianos intentaron a toda costa conservar los bienes de los que se habían apoderado. No obstante, los historiadores musulmanes atribuyeron la victoria al impetuoso ataque del general Ozmín y de sus zenetes, que sorprendieron a los cristianos y les hicieron huir, y todos coinciden en que los cristianos no se defendieron y sólo pensaron en huir y conservar su botín, y que la muerte de los infantes Pedro y Juan hizo que cundiera el pánico entre sus hombres. Y en el desastre también murieron los nobles portugueses Gutierre Díaz de Sandoval y Alfonso Martínez de Tejeira, afincado este último en Toledo.

Y cuando la reina María de Molina, que se encontraba en Toro con su nieto Alfonso XI, fue informada de la muerte de su hijo, el infante Pedro, y de su cuñado, el infante Juan, mostró «muy grand pesar et muy grand quebranto por la muerte de su fijo» y una gran inquietud por los males que sobrevendrían a Castilla por la muerte de ambos, e informó inmediatamente a las villas y ciudades del reino de lo sucedido y les recordó que según lo establecido en la Concordia de Palazuelos y en las Cortes de Burgos de 1315 la tutoría del rey Alfonso XI le correspondía exclusivamente a ella, y que cuando los infantes Pedro y Juan hubieran sido enterrados convocaría a los representantes del reino para decidir lo más conveniente para este y para el rey.

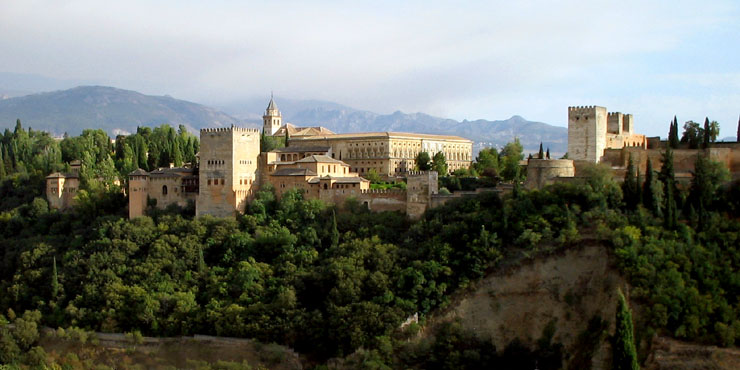
Vista de la Alhambra.

Además, la muerte de los infantes Pedro y Juan causó una gran consternación en todo el reino, y muchos la interpretaron como un castigo divino por los pecados y malas intenciones de los infantes y por haber devastado las tierras musulmanas, y en el Poema de Alfonso Onceno se afirmó que «Vencidos fueron cristianos, con todo el su poder: Dios ayudó a los paganos e les mostró tal placer», y en la Gran Crónica de Alfonso XI se consignó que:

Razon perlongada e non he por que decir, si non atanto que ya Dios tenia dada su sentencia contra los christianos, e la rrueda de la ventura era ya vuelta de mala manera, de guisa que sin contienda e sin pelea e sin feridas ningunas de christianos nin de moros - e si fue por la voluntad de Dios, o por los pecados de los christianos o por las malas yntençiones de los dichos infantes - fueron amos a dos estos infantes muertos; e ansi se entiende que fue milagro e justiçia de Dios, ca Dios, en que es el poder todo cumplida mente, nunca se pago si non de verdad e nunca fizo justiçia sin meresçimiento, e por ende el supo que hizo e consintio.

Numerosos cronistas musulmanes afirmaron que los granadinos arrancaron la piel al cadáver del infante Pedro, la rellenaron con algodón y la colgaron en la Puerta de Granada, donde permaneció varios años, y que la esposa o los hijos del infante Juan o Pedro, según diferentes versiones, cayeron en poder de los musulmanes y los cristianos ofrecieron las plazas de Tarifa, Gibraltar y 18 fortalezas más a cambio de su liberación, sin que fueran aceptadas, pero Giménez Soler demostró rotundamente la falsedad de esas afirmaciones.

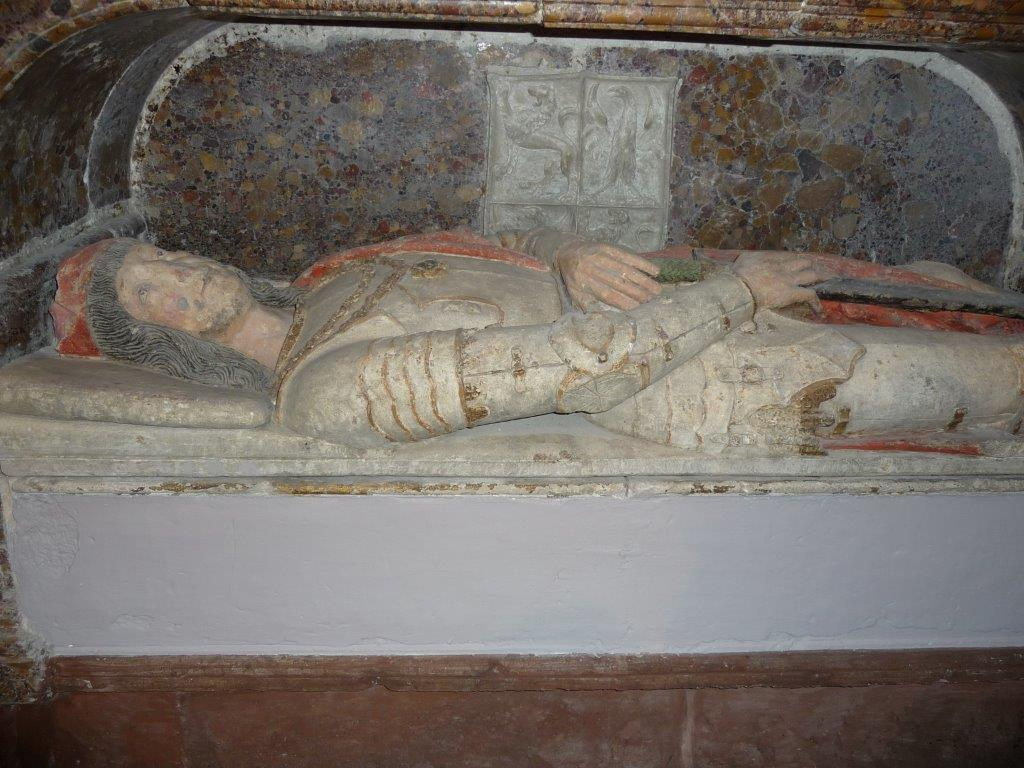
Sepulcro del infante Juan de Castilla el de Tarifa. (Capilla mayor de la catedral de Burgos).

También consta en la Crónica y en la Gran Crónica de Alfonso XI que cuando el hijo del infante Juan, Juan el Tuerto, que se encontraba en Baena, es decir, casi a medio camino entre Córdoba y Granada, fue informado de que su padre había muerto y de que su cadáver había quedado perdido en territorio enemigo, lo buscó por todas partes sin encontrarlo y que después solicitó al monarca granadino que ordenara que lo buscasen en sus tierras. Y cuando este último lo encontró «sin feridas ningunas», ordenó que lo llevaran a Granada y lo pusieran en un ataúd cubierto con «muy nobles paños de oro», colocando además «candelas» a su alrededor y ordenando que acudieran los cristianos cautivos, y poco después avisó a Juan el Tuerto de que el cadáver de su padre había sido localizado y le comunicó que sus hombres podían ir a recogerlo y que él se lo entregaría gustosamente, ya que nunca había recibido de él «enojo ni pesar». Y los hombres de Juan el Tuerto fueron a buscar el cadáver y este fue escoltado por numerosos caballeros musulmanes hasta que llegó a territorio castellano, y después, pasando por Córdoba y Toledo, fue llevado por su hijo a Burgos, pues su padre había dispuesto en su último testamento, que otorgó el día 21 de enero de 1319, que su cadáver recibiera sepultura en la catedral de Burgos, donde aún se conserva su sepulcro en la actualidad.
Y poco antes de que el infante Juan fuera enterrado en la catedral burgalesa, su viuda María Díaz de Haro solicitó a la reina María de Molina que confirmara a Juan el Tuerto la posesión de todas las tierras que pertenecieron a su padre, el infante Juan, y que le diese el adelantamiento mayor de la frontera, 500 000 maravedís de soldada y una llave del sello del rey, y la reina accedió a todas las demandas pero se negó a entregarle la llave del sello real hasta que los representantes del reino no se hubieran reunido, ya que deseaba contar con apoyos para hacer frente a Don Juan Manuel, que ya había comenzado a maniobrar para conseguir la tutoría unipersonal del rey, a la que también aspiraba Juan el Tuerto.

## Consecuencias

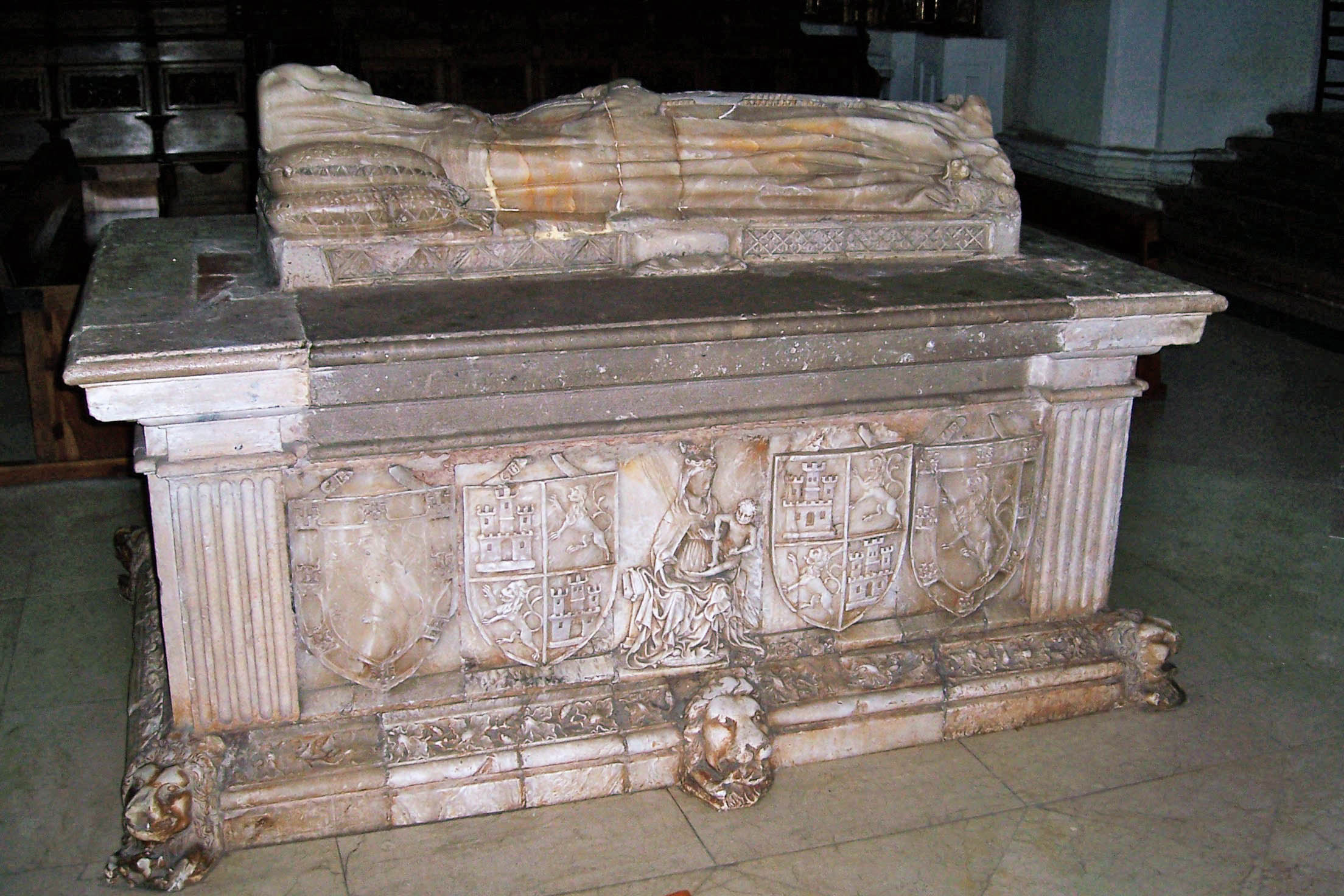
Sepulcro de la reina María de Molina. (Monasterio de las Huelgas Reales de Valladolid).

La derrota castellana en esta batalla y la muerte de los infantes Pedro y Juan alteraron el rumbo de los acontecimientos en el sur de la península ibérica y en el reino de Castilla durante varios años, hasta que Alfonso XI alcanzó la mayoría de edad, que fue confirmada en las Cortes de Valladolid de 1325. Y diversos historiadores señalaron que el interés de este monarca por guerrear contra el reino de Granada pudo estar motivado en parte por el deseo de vengar las muertes de sus parientes, los infantes Pedro y Juan.
Las tierras andaluzas quedaron indefensas tras el desastre ante los ataques del rey Ismail I de Granada, cuya victoria en esta batalla, considerada como un gran triunfo para el Islam, contribuyó a elevar su moral y la de los granadinos, que a partir de entonces podrían raziar a lo largo de la indefensa frontera castellana. Y todo ello provocó también recelos en el extranjero, pues en una carta enviada por el papa Juan XXII al maestre de la Orden de Calatrava en agosto de 1319, en la que se aludía a las muertes de los infantes Juan y Pedro, el pontífice exhortaba a los caballeros calatravos y a su maestre a que continuaran defendiendo firmemente a la Cristiandad desde la frontera con el reino de Granada.

El día 26 de agosto de 1319, dos meses después del desastre castellano en la Vega de Granada, los representantes de los concejos que integraban la Hermandad General de Andalucía se reunieron en Peñaflor y decidieron tomar una serie de medidas preventivas de cara al vacío de poder y a los conflictos que se avecinaban, y acordaron admitir en la Hermandad a los nobles más destacados que tuvieran «intereses en la frontera» con Granada, como Pedro Ponce de León el Viejo y su pariente cordobés Juan Ponce de Cabrera. Y en dicha reunión también acordaron controlar el uso que se daría a las rentas de la Corona, a fin de garantizar la defensa de las fronteras terrestre y marítima, y que ninguno de los concejos de la Hermandad apoyaría a ninguno de los que aspiraban a ejercer la tutoría del rey, a menos que lo hicieran el resto de los mismos, y se dispusieron además una serie de medidas relativas al adelantado mayor de la frontera de Andalucía, cargo ocupado en esos momentos por Alfonso Fernández de Córdoba, que debería guardar y defender los ordenamientos de dicha Hermandad.

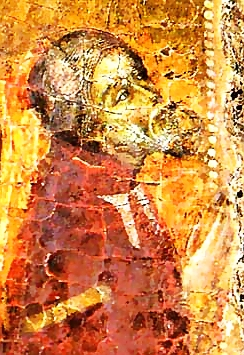
Retrato que se supone representa a Don Juan Manuel, nieto del rey Fernando III de Castilla. (Catedral de Murcia).

La muerte de los infantes Pedro y Juan supuso el ascenso al poder absoluto en la Corte castellana del infante Felipe de Castilla, hijo de la reina María de Molina y apoyado por esta, de Don Juan Manuel, nieto de Fernando III, y de Juan el Tuerto, hijo del infante Juan y nieto de Alfonso X, ya que cada uno de ellos controlaba una determinada zona geográfica de Castilla e intentaban alcanzar un mayor protagonismo político y ser nombrados tutores del rey Alfonso XI en sustitución de los infantes Pedro y Juan, a pesar de que en la Concordia de Palazuelos y en las Cortes de Burgos de 1315 quedó establecido que en caso de que alguno de los tres tutores muriese continuaría siéndolo aquel que quedase con vida, lo que legalmente convertía a la reina María de Molina en la única tutora legítima de su nieto. Y a causa de todo ello en Castilla comenzó un periodo de anarquía y de auténtica «guerra civil», como afirmó Manuel García Fernández, que también subrayó que Don Juan Manuel y Juan el Tuerto fueron apoyados por el rey Jaime II de Aragón.
El día 23 de abril de 1320 el adelantado mayor de la frontera y los concejos de Sevilla, Córdoba, Carmona, Écija y Niebla, junto con algunos nobles como Pedro Ponce de León el Viejo y su abuela, María Alfonso Coronel, acordaron en Peñaflor una serie de medidas relativas a la defensa de la frontera con Granada. Y todos ellos autorizaron a Pay Arias de Castro, alcalde mayor de Córdoba y alcaide del alcázar de dicha ciudad, para que negociase un acuerdo de paz con el rey de Granada, que todos los concejos de la Hermandad general andaluza se comprometieron a respetar y ratificar, y también acordaron que una vez alcanzada la paz solicitarían al papa que les concediera una bula de Cruzada y las tercias de los clérigos para defender la frontera por mar y tierra y las fortalezas conquistadas anteriormente por el infante Pedro.
Y el día 18 de junio de 1320, casi un año después del desastre, los integrantes de la Hermandad General de Andalucía, representados por Pay Arias de Castro, acordaron una tregua de ocho años en Baena con el rey Ismail I de Granada, a la que también se adhirieron más tarde el infante Felipe, el reino de Murcia y su adelantado mayor, Don Juan Manuel, y el rey Jaime II de Aragón, que se limitó a renovar la tregua que había acordado anteriormente con los granadinos. Pero a propuesta de estos últimos Córdoba y su territorio quedaron excluidos de la tregua por haber reconocido a Don Juan Manuel como tutor del rey en contra de lo acordado anteriormente por los concejos de la Hermandad general andaluza, ya que todos ellos se comprometieron a no reconocer a ninguno que no hubiera sido designado por todos ellos de común acuerdo, lo que provocó que poco después el infante Felipe fuese reconocido como tutor del rey en los reinos de Sevilla y Jaén como revancha hacia los cordobeses.
Y en 1324, aprovechando la anarquía existente en Castilla y en una campaña desarrollada rápidamente, Ismail I de Granada recuperó las localidades de Huéscar, Orce, Galera y Baza, situada esta última cerca de Guadix, y en 1325, un año después, conquistó y saqueó la villa de Martos empleando cañones.